# 埃爾塔阿勒山脈
13°36′N 40°40′E / 13.600°N 40.667°E

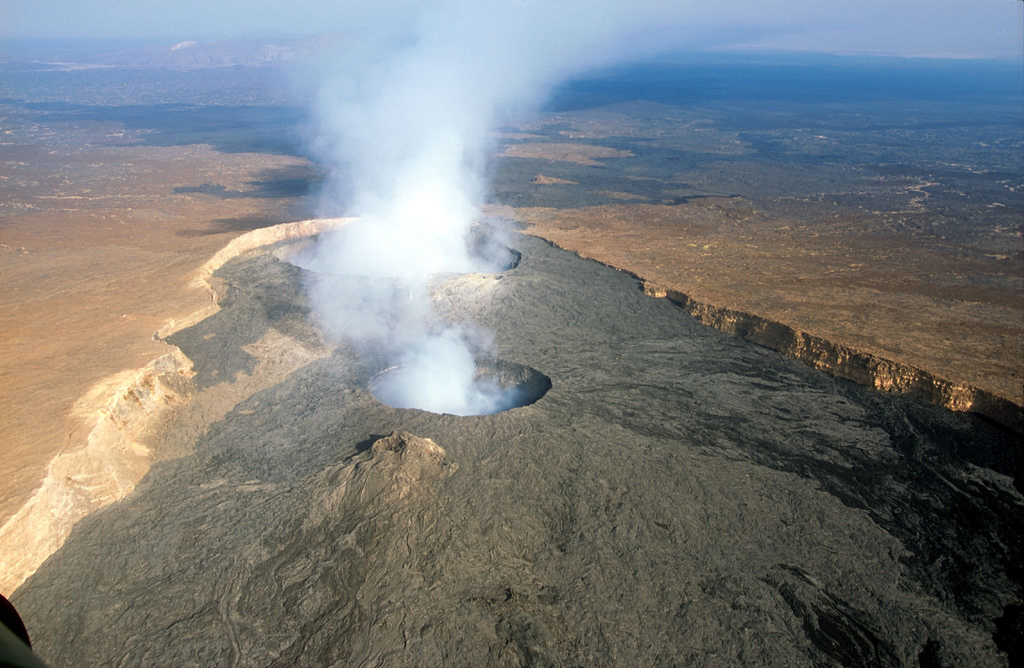

埃爾塔阿勒山脈是埃塞俄比亞的山脈，位於該國東北部阿法爾州，處於阿法爾三角，以複式火山為主，最高點阿勒巴古山海拔高度1,031米。